# Ефект маятників
Ефект маятників — періодична передача енергії коливання від одного осцилятора до іншого в системі зв'язаних осциляторів. Характерною особливістю ефекту є те, що він спостерігається при довільно слабкому зв'язку. Від зв'язку залежить швидкість перекачування енергії від одного осцилятора до іншого.